# Даніель Салем
Даніель Салем (нар. 25 січня 1984, Одеса, Україна) — український ресторатор та телеведучий, актор. Учасник шостого сезону шоу «Танці з зірками» та учасник десятого сезону співочого шоу «Голос країни». Ведучий програми «Зірковий шлях» на телеканалі «Україна». Учасник війни у Лівані, учасник бойових дій у російсько-українській війні.

## Життєпис
Даніель Салем народився 25 січня 1984 року в місті Одеса.
Коли Салему було шість років, він разом з сім'єю вирушив на батьківщину батька — в Ліван. У віці 11 років почав працювати чистильником взуття. Закінчивши школу, служив у ліванській армії. Навчався на філолога англійської мови в Бейруті.
Проживав у Марокко, Туреччині, Єгипті, Франції та Канаді.
Закінчив Одеський національний медичний університет (2009, спеціальність — хірург-офтальмолог).
Відкрив паб Bourbon Rock Bar з тату-салоном, а потім — перший в Одесі барбершоп і готель Amsterdam.
У серпні 2016 року став ведучим проєкту «Кохання на виживання» (Новий канал).
У січні 2019 року ведучий у другому сезоні реаліті-шоу «Хулігани» (П'ятниця!).
У серпні 2019 року став учасником 6-го сезону українського шоу «Танці з зірками» (1+1). Виступав в парі з хореографом Юлією Сахневич.
У 2020 році став учасником 10-го сезону талант-шоу «Голос країни» (1+1). Потрапив до команди Тіни Кароль. Після нокаутів покинув шоу.
У 2021 році став ведучим програми «Зірковий шлях» на телеканалі «Україна».
На початку повномасштабного вторгнення у 2022 році звернувся до військкомату. Спочатку був адресований в тероборону, але згодом потрапив на передову у підрозділ розвідки.
За час боїв, отримав поранення в спину, а потім був контужений.
У жовтні 2024 року став ведучим ранкового шоу «Світанок» на телеканалі «M1».

## Особисте життя
В грудні 2024 році розлучився з дружиною, має доньку.

## Фільмографія

### Ролі в кіно
- 2025 — Відпустка наосліп — Назар

- 2024 — Конотопська відьма — Військовий ЗСУ
- 2021 — Кохання без вагання — Ігор (головна роль)
- 2020 — Доктор Віра — Андрій, чоловік Віри (головна роль)